# Weberbauerocereus churinensis
Weberbauerocereus churinensis ist eine Pflanzenart aus der Gattung Weberbauerocereus in der Familie der Kakteengewächse (Cactaceae). Das Artepitheton churinensis verweist auf das Vorkommen der Art im Tal des Río Churín.

## Beschreibung
Weberbauerocereus churinensis wächst strauchig mit sich von der Basis her verzweigenden, mehr oder weniger aufrechten, zylindrischen Trieben und erreicht Wuchshöhen von bis zu 2 Meter. Die Triebe weisen Durchmesser bis zu 5 Zentimeter auf. Die 18 bis 20 stumpfen Rippen sind schwach eingekerbt. Die 40 bis 60 Dornen lassen sich nur schwer in Mittel- und Randdornen unterscheiden. Sie sind hell orangegelb, etwas kräftig, häufig auch haarartig und bis 1 Zentimeter lang. Ein bis zwei Dornen sind länger und weisen eine Länge von bis 3 Zentimeter auf. Der blühfähige Bereich der Triebe ist mit 2 bis 4 Zentimeter langen Borsten besetzt.
Die stark duftenden, mehr oder weniger radiärsymmetrischen Blüten stehen waagerecht vom Trieb ab. Sie sind bis 12 Zentimeter lang. Die kräftige Blütenröhre ist rötlich und mit dunklen Haaren besetzt. Die Blütenhüllblätter sind an ihrer Basis weiß und an ihrer Spitze rosafarben. Die kugelförmigen Früchte sind schmutzig grün bis rötlich und erreichen Durchmesser von bis 4 Zentimeter. Sie sind mit dunklen Haaren besetzt.

## Verbreitung, Systematik und Gefährdung
Weberbauerocereus churinensis ist in der peruanischen Region Lima im Tal des Río Huaura bei Churín in Höhenlagen von 2400 bis 3000 Metern verbreitet.
Die Erstbeschreibung erfolgte 1962 durch Friedrich Ritter. Nomenklatorische Synonyme sind Haageocereus churinensis (F.Ritter) P.V.Heath (1995) und Echinopsis churinensis (F.Ritter) Molinari (2015).
In der Roten Liste gefährdeter Arten der IUCN wird die Art als „Least Concern (LC)“, d. h. als nicht gefährdet geführt.

## Nachweise